# Santiago Pérez Obregón
Santiago Pérez Obregón (Santander, Cantabria, 1941-Santander, 25 de octubre de 2018) fue un político y jurista español, magistrado del Tribunal Superior de Justicia de Cantabria entre 1998 y 2011.

## Biografía
Tras licenciarse en Derecho, en la Universidad de Salamanca, ejerció la abogacía durante más de treinta años, actuando en casos de cierta relevancia mediática, como el de José Antonio Rodríguez Vega, conocido como el Mataviejas, y como letrado de la acusación particular en uno de los juicios contra Juan Hormaechea, expresidente regional de Cantabria.
Realizó su primera incursión en la política, como consejero de Trabajo, Sanidad y Bienestar Social del primer Gobierno de Cantabria, presidido por el independiente José Antonio Rodríguez Martínez (1982-1983), pasando posteriormente al Ayuntamiento de Santander, como concejal del PSC-PSOE.
El 25 de septiembre de 1998 tomó posesión como magistrado del Tribunal Superior de Justicia de Cantabria, donde permaneció hasta abril de 2011.
Desde 2011, fecha de su jubilación, participó como contertulio en varios programas de la Cadena SER, entre ellos, La ventana de Cantabria.
Gran aficionado al teatro, formó parte del jurado del Premio Mayte de Teatro.